# 105 Tauri
105 Tauri, eller V1155 Tauri, är en variabel av Be-typ (BE) i Oxens stjärnbild.
105 Tau varierar mellan fotografisk magnitud +5,82 och 5,96 utan någon fastställd periodicitet.